# Brian Tevreden (1981)
Brian Humphrey Tevreden (Amsterdam, 26 november 1981) is een voormalig Nederlandse voetballer die als middenvelder speelde.

## Loopbaan
Tevreden speelde in de jeugd bij AFC Ajax, FC Volendam AZ en NAC. Hij begon zijn carrière bij FC Volendam waar hij in 2004 na twee seizoenen vertrok naar FC Emmen. Tevreden kon op meerdere posities uit de voeten, het beste kwam hij tot zijn recht als middenvelder.
In het seizoen 2006/2007 kwam Tevreden weinig aan spelen toe. Door een conflict met trainer Jan van Dijk werd Tevreden tijdelijk uit de selectie van FC Emmen verbannen. In de winterstop verhuisde hij naar de Griekse eerstedivisieclub Panthrakikos, waar hij een contract voor 3 jaar tekende. In januari 2008 werd hij een half jaar uitgeleend aan Fostiras FC. Na het seizoen vertrok hij terug naar Nederland en voetbalde hij bij FC Lisse. Vanaf januari 2009 speelde Tevreden bij FC Dordrecht in de eerste divisie. Voor deze ploeg kwam hij slechts twee keer in actie. In april 2009 besloten club en speler de samenwerking te verbreken. Hij keerde daarop terug bij FC Lisse. Na een seizoen bij SV Huizen ging hij bij Ajax Zaterdag spelen.